# Bertrand Damaisin
Pour les articles homonymes, voir Damaisin.
Bertrand Damaisin, né le 27 octobre 1968 à Lyon, est un judoka français.

## Palmarès

### Jeux olympiques
- Jeux olympiques de 1992 à Barcelone (Espagne) :
  -  Médaille de bronze dans la catégorie des moins de 78 kg (poids mi-lourds).

### Championnats d'Europe
- Championnats d'Europe de judo 1992 à Paris (France) :
  -  Médaille de bronze dans la catégorie des moins de 78 kg (poids mi-lourds).

### Divers
- Par équipe :
  - Champion d'Europe par équipe en 1992.

- Grade: Ceinture Blanche-rouge 6e DAN (2005)[1].

## Anecdotes
La série télévisée française Plus belle la vie s'est inspirée de lui, pour créer le personnage de Benoît Cassagne interprété par Ludovic Baude.
Il ouvre un bar sur Vincennes sous le nom All Sport Café qui deviendra le Olympe Sport Café.